# Wesley Livsey Jones
Wesley Livsey Jones, född 9 oktober 1863 i Moultrie County, Illinois, död 19 november 1932 i Seattle, Washington, var en amerikansk republikansk politiker. Han representerade delstaten Washington i båda kamrarna av USA:s kongress, först i representanthuset 1899-1909 och sedan i senaten från 4 mars 1909 fram till sin död.
Jones utexaminerades 1885 från Southern Illinois College. Han studerade sedan juridik och inledde följande år sin karriär som advokat i Decatur, Illinois. Han gifte sig 13 oktober 1886 med Minda Nelson. Han flyttade 1889 till North Yakima, Washington.
Han efterträdde Levi Ankeny i senaten efter fem mandatperioder i representanthuset. Jones omvaldes 1914, 1920 och 1926. Han kandiderade till en femte mandatperiod i senaten men förlorade senatsvalet 1932 mot Homer Bone. Han dog en kort tid efter valförlusten och Elijah S. Grammer utnämndes till senaten fram till mandatperiodens slut. Följande år tillträdde sedan valets segrare Bone planenligt som senator.